# Anua tempica
Anua tempica là một loài bướm đêm trong họ Erebidae.